# Acianthera marumbyana
Acianthera marumbyana là một loài phong lan.